# Neal C. Wilson
Neal Clayton Wilson (Lodi (California), 5 de julho de 1920 - Dayton, Maryland, 14 de dezembro de 2010) serviu como presidente da Conferência Geral da Igreja Adventista do Sétimo Dia de 1979 a 1990. Wilson era chefe da Divisão Norte-Americana quando eleito em 3 de janeiro de 1979, para ocupar o lugar do enfermo ex-presidente da Conferência Geral, Robert Pierson, que renunciou por motivos de saúde.
Ele foi sucedido como Presidente da Conferência Geral em 6 de julho de 1990, por Robert S. Folkenberg, que era então o presidente da Conferência dos Adventistas do Sétimo Dia da Carolina. Wilson faleceu em 14 de dezembro de 2010. Ele tinha 90 anos.

## Biografia
Neal C. Wilson atuou como presidente da Associação Geral dos Adventistas do Sétimo Dia de 1979 a 1990. Durante seus anos de formação, ele cursou o ensino fundamental e médio, além de dois anos de faculdade, na Zâmbia, Malawi, África do Sul e Índia. Estes foram os países onde seu pai serviu a Igreja Adventista do Sétimo Dia em cargos pastorais e administrativos. Wilson é ex-aluno do Pacific Union College em Angwin, Califórnia.
O filho de Neal C. Wilson, Ted N.C. Wilson, seguiu os passos de seu pai e foi o presidente da Associação Geral dos Adventistas do Sétimo Dia entre os anos de 2010 até 2025.

## Presidência
Entre suas ações como presidente, Wilson promoveu a missão da Igreja na antiga União Soviética dois anos antes da queda do comunismo, ajudando a obter permissão para estabelecer um seminário adventista e uma sede administrativa perto de Moscou, em 1987. Ele também supervisionou a adoção das Crenças Fundamentais da Igreja em 1980, a criação da Rádio Mundial Adventista e supervisionou a mudança da sede mundial da denominação de Takoma Park, Maryland, para sua localização atual em Silver Spring.
Durante os anos de seu mandato como Presidente da IASD, Wilson visitou 170 países onde a igreja operava instituições de saúde, instituições de educação, evangelismo e publicações. Ele era conhecido por se lembrar de milhares de pessoas, mesmo após breves reuniões.
“Eu o considero um dos líderes mais destacados na história desta igreja”, disse Bill Johnsson, ex-editor da Adventist Review. "Uma vez perguntei a ele como ele se lembrava tão bem dos nomes das pessoas e ele disse que apenas fazia disso uma questão importante."
Após se aposentar do pastorado em 1990, Wilson serviu como conselheiro da Divisão Euro-Asiática da denominação. O Departamento de Estado dos EUA ligava para ele periodicamente sobre situações no Oriente Médio com base em seu vasto conhecimento da região após um cargo de 15 anos no Egito, disse Johnsson.
“Ele poderia ter sido um estadista ou um diplomata, mas escolheu dedicar os seus talentos à Igreja e todos nós fomos abençoados com isso”, disse certa vez Johnsson.
Wilson serviu à igreja adventista no Egito de 1944 a 1958, primeiro como pastor e evangelista e mais tarde como presidente administrativo regional. A seguir ele trabalhou como administrador na Califórnia e em Maryland antes de ser nomeado presidente da Divisão Norte-Americana da Igreja em 1966. Ele serviu no cargo até sua nomeação como presidente da denominação.

## Crise
Durante sua presidência, Neal C. Wilson também nomeou o Comitê de Revisão do Santuário, um grupo de pesquisadores bíblicos (teólogos) e administradores (pastores) que se reuniram para decidir a resposta da igreja ao teólogo Desmond Ford, que havia desafiado detalhes do ensino do " juízo investigativo " da igreja. A reunião foi realizada de 11 a 15 de agosto de 1980, no Glacier View Ranch, um retiro espiritual e centro de conferências de propriedade da igreja no Colorado, Estados Unidos. Embora o grupo tenha produzido e votado uma Declaração de Consenso com a qual Ford concordou, Wilson a ignorou e elaborou um documento separado enfatizando pontos de desacordo, e este documento foi distribuído apenas aos administradores presentes. Como resultado, as credenciais de Desmond Ford foram revogadas e causaram muita controvérsia na igreja, e a igreja experimentou a maior saída de professores e ministros em sua história. Um comentarista moderno descreve 'Glacier View' como "abreviação adventista para dor, dissensão e divisão".